# Spoorlijn Puyoô - Mauléon
De spoorlijn Puyoô - Mauléon was een Franse spoorlijn van Puyoô naar Mauléon-Licharre. De lijn was 45,5 km lang en heeft als lijnnummer 662 000.

## Geschiedenis
De lijn werd in gedeeltes geopend door de Compagnie des Chemins de fer du Midi, van Puyoô naar Autevielle op 22 december 1884 en van Autevielle naar Mauléon op 11 april 1887. Het personenvervoer werd op 2 maart 1968 opgeheven, goederenvervoer was er tot 1 april 1989.

## Aansluitingen
In de volgende plaatsen is of was er een aansluiting op de volgende spoorlijnen:
Puyoô
RFN 650 000, spoorlijn tussen Toulouse en Bayonne
RFN 656 000, spoorlijn tussen Puyoô en Dax
Autevielle
RFN 663 000, spoorlijn tussen Autevielle en Saint-Palais

## Elektrische tractie
De lijn werd in 1930 geëlektrificeerd met een gelijkspanning van 1500 volt. In 1969 werd de bovenleiding afgebroken.